# Axel Straube
Axel Straube (* 29. September 1942 in Wettin; † 15. Mai 2017) war ein deutscher Basketballspieler und -trainer.

## Laufbahn
Straube besuchte als Mitglied eines der ersten Jahrgänge die Kinder- und Jugendsportschule in Halle. In der Jugend des SC Chemie Halle spielte er Basketball unter anderem an der Seite von Volkhard Uhlig. Im Jugendbereich und später mit der Herrenmannschaft Halles gewann Straube mehrmals die DDR-Meisterschaft. Zudem bestritt er Spiele im Europapokal. Als Nationalspieler wurde er in 40 Länderspielen eingesetzt, 1963 und 1965 nahm er mit der Auswahl des Deutschen Basketball Verband der DDR (DBV) an Europameisterschaftsendrunden teil und errang 1963 den sechsten Platz. 1966 wurde ihm der Titel „Meister des Sports“ der Deutschen Demokratischen Republik zuteil.
Nach dem Abitur im Jahr 1961 absolvierte er an der Martin-Luther-Universität in Halle ein Studium der Sportwissenschaft. Aufgrund einer Knieverletzung beendete er seine Spielerlaufbahn, 1965 trat er im Alter von 23 Jahren das Traineramt bei den Herren des SC Chemie Halle an, die unter seiner Leitung deutscher Meister wurde. Zudem war er später zusätzlich als Assistenztrainer der Nationalmannschaft tätig und engagierte sich bei der SG KPV 69 Halle als Geschäftsführer. Eine Krankheit zwang ihn, seine Trainerlaufbahn einzustellen.
1989 brachte er das Buch Basketball – Anleitung für den Übungsleiter heraus, ab 1990 war Straube in der Traineraus- und Fortbildung engagiert, er war darüber hinaus daran beteiligt, die Basketballstrukturen in Sachsen-Anhalt nach der Wende neu zu ordnen und weiterzuentwickeln.